# Lancaster and Preston Junction Railway
| \| \| \| Lancaster and Carlisle Railway \| \| \| \| \| Lancaster Castle \| \| \| \| \| Lancaster (Greaves) \| \| \| \| \| \| \| \| \| \| Galgate \| \| \| \| \| Bay Horse \| \| \| \| \| Scorton \| \| \| \| \| Garstang and Knot-End Railway \| \| \| \| \| Garstang and Catterall \| \| \| \| \| Brock \| \| \| \| \| Barton and Broughton \| \| \| \| \| Oxheys Cattle \| \| \| \| \| Preston and Wyre Joint Railway \| \| \| \| \| Preston and Longridge Railway \| \| \| \| \| Maxwell House \| \| \| \| \| Preston (North Union) \| \| \| \| \| North Union Railway \| \| |  |                                |                                |
| Strecke |  | Lancaster and Carlisle Railway | Lancaster and Carlisle Railway |
| Bahnhof |  | Lancaster Castle               | Lancaster Castle               |
| Strecke · Kopfbahnhof Streckenanfang (Strecke außer Betrieb) |  | Lancaster (Greaves)            | Lancaster (Greaves)            |
| Strecke nach links · Abzweig ehemals geradeaus und von rechts |  |                                |                                |
| ehemaliger Bahnhof |  | Galgate                        | Galgate                        |
| ehemaliger Bahnhof |  | Bay Horse                      | Bay Horse                      |
| ehemaliger Bahnhof |  | Scorton                        | Scorton                        |
| Abzweig geradeaus und ehemals von rechts |  | Garstang and Knot-End Railway  | Garstang and Knot-End Railway  |
| ehemaliger Bahnhof |  | Garstang and Catterall         | Garstang and Catterall         |
| ehemaliger Bahnhof |  | Brock                          | Brock                          |
| ehemaliger Bahnhof |  | Barton and Broughton           | Barton and Broughton           |
| ehemaliger Bahnhof |  | Oxheys Cattle                  | Oxheys Cattle                  |
| Abzweig geradeaus und von rechts |  | Preston and Wyre Joint Railway | Preston and Wyre Joint Railway |
| Abzweig geradeaus und ehemals von links |  | Preston and Longridge Railway  | Preston and Longridge Railway  |
| ehemaliger Bahnhof |  | Maxwell House                  | Maxwell House                  |
| Bahnhof |  | Preston (North Union)          | Preston (North Union)          |
| Strecke |  | North Union Railway            | North Union Railway            |

Die Lancaster and Preston Junction Railway wurde am 5. Mai 1837 durch einen Beschluss des britischen Parlamentes gegründet, um die Städte Preston und Lancaster mit einer Eisenbahnstrecke zu verbinden. Die 32 km lange Strecke wurde am 25. Juni 1840 eröffnet. Die Gesellschaft eröffnete den Bahnhof Maxwell House Station in der Dock Street und hoffte darauf, hier eine gute Verbindung zur North Union Railway und ihrer Strecke aus Wigan zu bieten. Diese Hoffnung zerschlug sich allerdings, als die North Union Railway einen Bahnhof im Fishergate, rund 200 m entfernt, eröffnete. Die Beziehungen beider Gesellschaften wurden auch dadurch belastet, dass die Lancaster and Preston Junction Railway eine Verbindung mit der Manchester, Bolton and Bury Railway für eine Anbindung an die Eisenbahnstrecke nach Manchester anstrebte und damit klar in Konkurrenz zur North Union Railway trat, die mit umstrittenen Gebühren für Umsteigefahrgäste reagierte.  Aber die Lancaster and Preston Junction Railway vereinbarte schließlich mit der Bolton and Preston Railway die Nutzung ihres Bahnhofs, noch bevor die Gesellschaft ihre Strecke als Verbindung nach Manchester überhaupt fertiggestellt hatte. Die Bolton and Preston Railway wurde jedoch von der North Union Railway übernommen und die Situation in Preston verbesserte sich nicht. Es gab keinen abgestimmten Fahrplan für Fahrgäste von oder nach Lancaster zu anderen Verbindungen. Die Strecke zwischen Preston und Lancaster war nicht ertragreich, denn sie läuft über weite Strecken parallel zum Lancaster Canal und dieser übernahm einen Großteil des Güterverkehrs. Bis zur Pacht der Strecke im Jahr 1849 durch die Lancaster and Carlisle Railway fuhren auch zwei konkurrierende Gesellschaften auf der Bahnlinie zwischen Preston und Carlisle. 1859 übernahm die Lancaster and Carlisle Railway schließlich die Lancaster and Preston Junction Railway vollständig.
Die Strecke zwischen Preston und Lancaster ist heute ein Teil der West Coast Main Line.